# Hydrosilylierung
Die Hydrosilylierung bezeichnet die syn-selektive Anti-Markovnikov Addition eines Silans an eine Doppelbindung. Entdeckt wurde die Reaktion von Speier in den 1950er Jahren. Anders als bspw. die Hydroborierung läuft die Reaktion nicht ohne Katalysator ab.

## Katalysatoren
Häufig werden Platinkatalysatoren eingesetzt, bei denen die aktive Spezies stets als Platin(0) vorliegt. Als Präkatalysator kann Hexachloridoplatinsäure in Isopropanol dienen (Speier-Katalysator). Wird dieses Katalysatorsystem mit Additiven wie 1,1,3,3-Tetramethyl-1,3-divinyldisiloxan umgesetzt, so spricht man vom Karstedt-Katalysator. In Gemischen dieses Typs wurden sowohl dinukleare Platin(0)-Alkenkomplexe als auch kolloidales Platin nachgewiesen.

## Mechanismus
Der Mechanismus der Hydrosilylierung besteht aus oxidativer Addition des Silans an die Pt(0)-Spezies, Olefinkoordination unter Substitution eines Liganden, Olefininsertion und reduktiver Eliminierung.

## Asymmetrische Hydrosilylierung
Die Hydrosilylierung kann auch asymmetrisch mit Palladium-Katalysatoren geführt werden. Dazu kann beispielsweise der chirale Ligand 2-Diphenylphosphino-2'-methoxy-1,1'-binaphthyl ("MeO-MOP") benutzt werden, der aus BINOL synthetisiert werden kann.

## Hydrosilylierung an Alkinen
Bei der Hydrosilylierung von Alkinen werden i. A. keine hohen Regio- und Stereoselektivitäten erzeugt, die so zugänglichen Vinylsilane können jedoch in Folgereaktionen, wie beispielsweise der Hiyama-Kupplung eingesetzt werden.